# Embarcadero (San Francisco)

Zicht op de Embarcadero vanop Coit Tower.

De Embarcadero is een weg en waterfront langs de noordoostkust van de Amerikaanse stad San Francisco (Californië). De weg begint aan het AT&T Park (ten zuiden daarvan heet de weg King Street) en loopt noordwaarts, onder de Bay Bridge, en vervolgens in noordwestelijke richting langs de verschillende pieren in de Baai van San Francisco. De weg is ongeveer 4,6 kilometer lang.
De naam verwijst ook naar het stadsdeel langs de Embarcadero-weg, dat gebouwd werd op een op de baai gewonnen stuk land. Het meest herkenbare bouwwerk van de Embarcadero is het Ferry Building en onder de naam Central Embarcadero Piers Historic District werden vier van de pieren langs de Embarcadero op het National Register of Historic Places geplaatst. Een toeristische trekpleister is Pier 39.